# Список переможців турнірів Великого шлема серед чоловіків в одиночному розряді

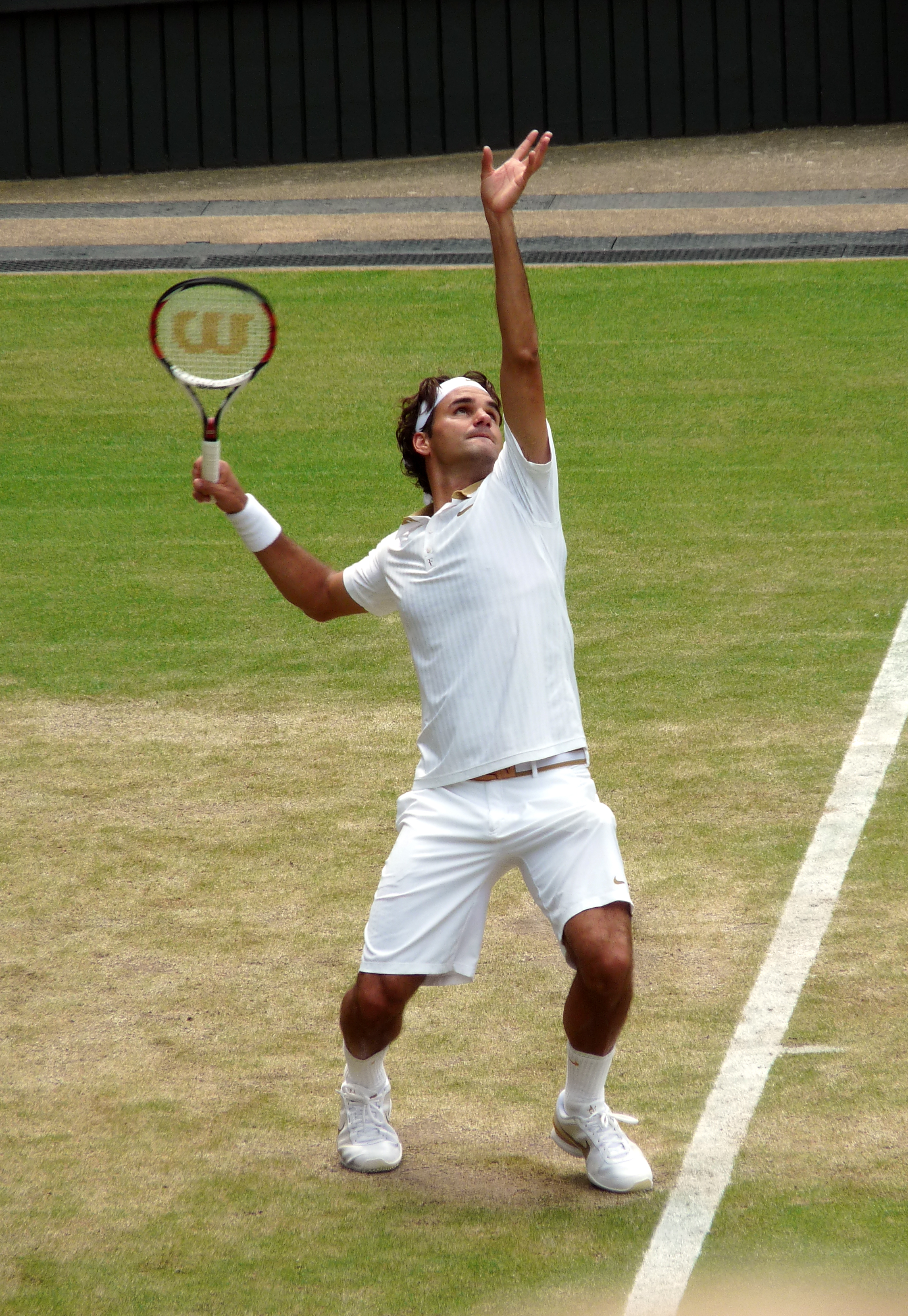
Роджер Федерер першим виграв 20 Мейджорів

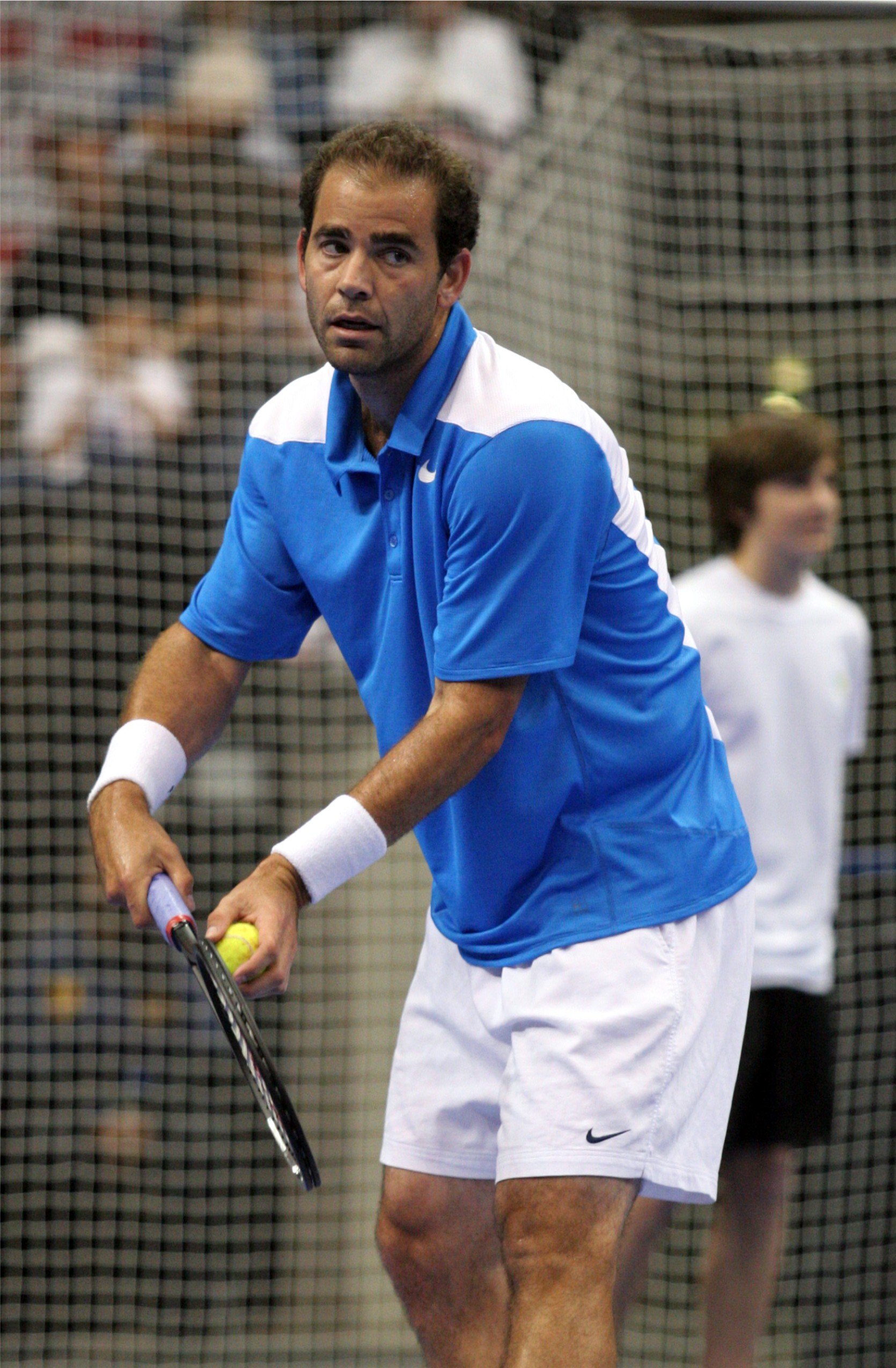
Піт Сампрас виграв 14 Мейджорів, із них 7 — на Вімблдоні

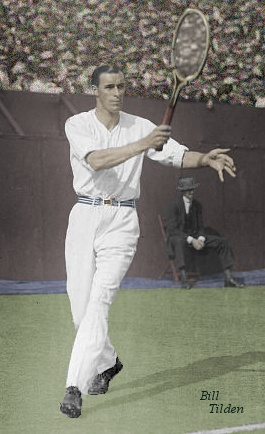
Білл Тілден став першим тенісистом, хто виграв 10 Турнірів Великого шлема (у 1920-х роках).

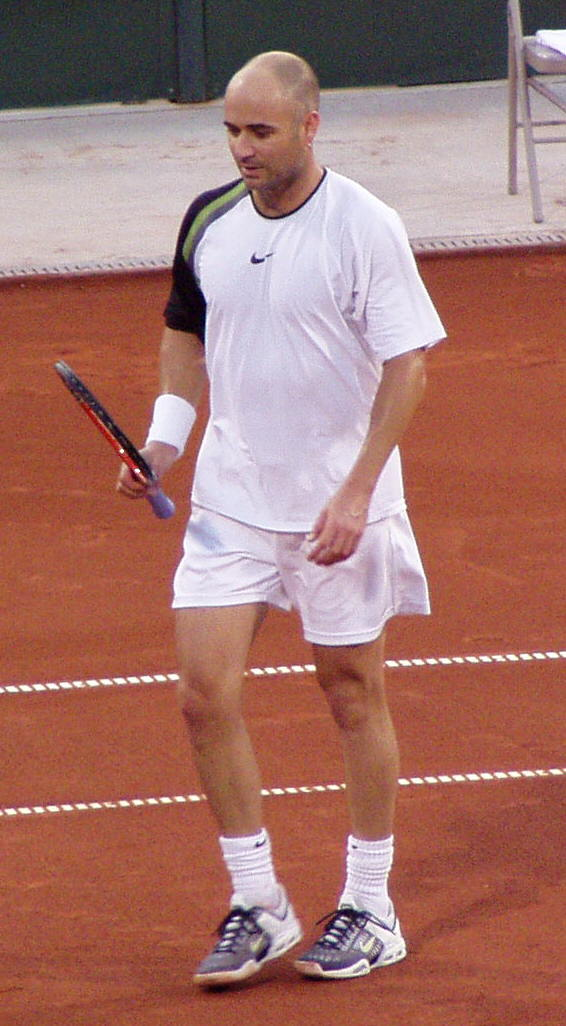
Андре Агассі став першим гравцем в історії, хто вигравав Турніри Великого шлема на всіх трьох покриттях, а також першим гравцем, який зіграв Кар'єрний Золотий шлем, перемігши також і на Олімпійських іграх.

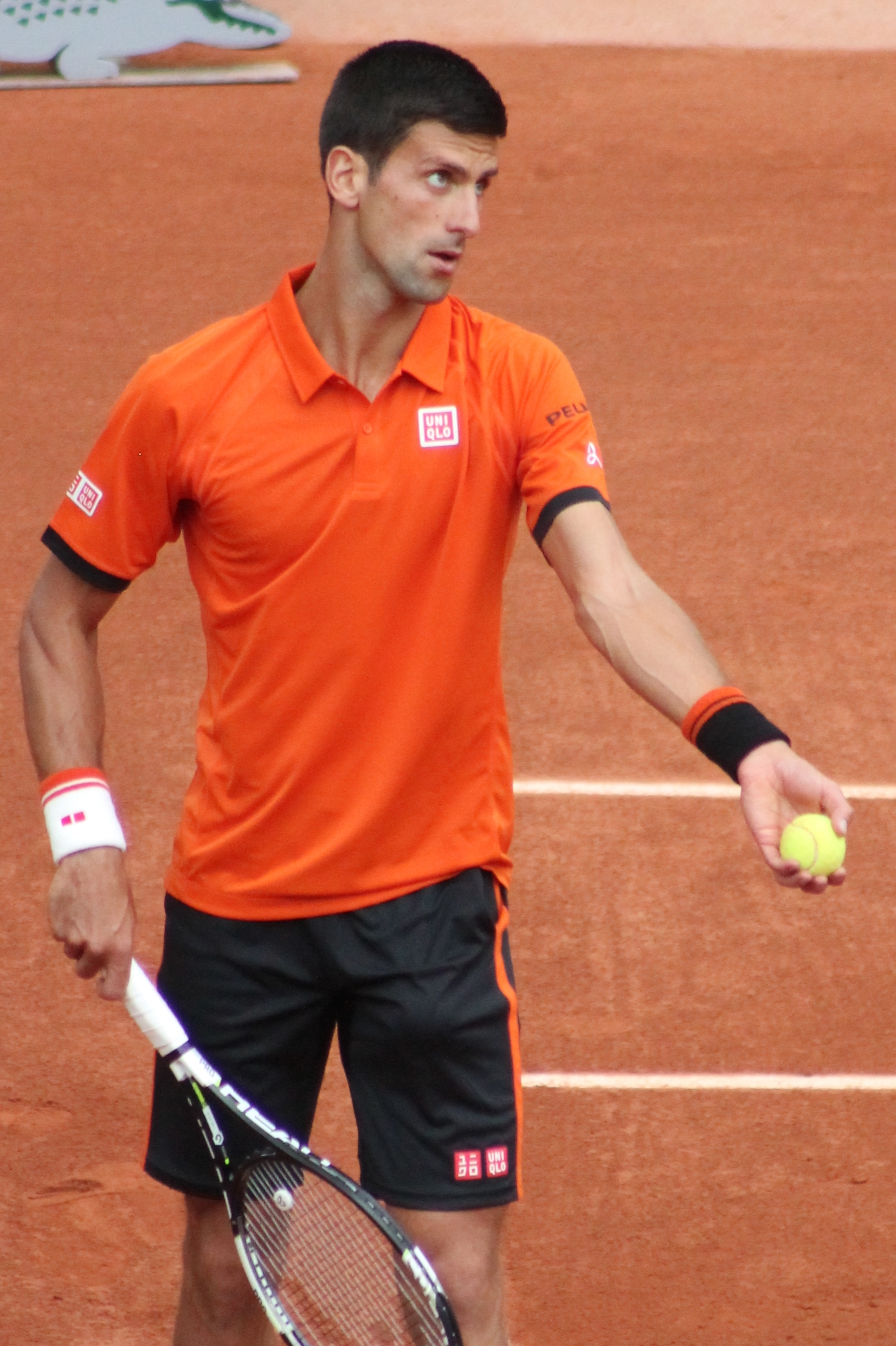
Новак Джокович став першим гравцем в історії, хто був одночасним володарем усіх Турнірів Великого шлема на трьох різних покриттях.

У Спи́ску перемо́жців турні́рів Вели́кого шле́ма се́ред чоловікі́в в одино́чному розря́ді  перераховано усіх 162 тенісистів, які ставали переможцями на турнірах Великого шлема в одиночному розряді. Останнім до цього переліку приєднався Яннік Сіннер після перемоги на Відкритому чемпіонаті Австралії 2024. 
За історію проведення цих турнірів відбувалися численні зміни (наприклад, на Ролан Гаррос до 1922 року не допускалися іноземці, а професійні тенісисти стали учасниками турнірів Великого шлема тільки з настанням Відкритої ери — у 1968 році).

## Чемпіони за роками
| Рік  | Australian Open                                | Ролан Гаррос                                        | Вімблдон                                                   | US Open                    |
| ---- | ---------------------------------------------- | --------------------------------------------------- | ---------------------------------------------------------- | -------------------------- |
| 1877 | турнір ще не було створено                     | турнір ще не було створено                          | Спенсер Гор                                                | турнір ще не було створено |
| 1878 | турнір ще не було створено                     | турнір ще не було створено                          | Френк Гедоу                                                | турнір ще не було створено |
| 1879 | турнір ще не було створено                     | турнір ще не було створено                          | Джон Гартлі (1/2)                                          | турнір ще не було створено |
| 1880 | турнір ще не було створено                     | турнір ще не було створено                          | Джон Гартлі (2/2)                                          | турнір ще не було створено |
| 1881 | турнір ще не було створено                     | турнір ще не було створено                          | Вільям Реншоу (1/7)                                        | Річард Сірс (1/7)          |
| 1882 | турнір ще не було створено                     | турнір ще не було створено                          | Вільям Реншоу (2/7)                                        | Річард Сірс (2/7)          |
| 1883 | турнір ще не було створено                     | турнір ще не було створено                          | Вільям Реншоу (3/7)                                        | Річард Сірс (3/7)          |
| 1884 | турнір ще не було створено                     | турнір ще не було створено                          | Вільям Реншоу (4/7)                                        | Річард Сірс (4/7)          |
| 1885 | турнір ще не було створено                     | турнір ще не було створено                          | Вільям Реншоу (5/7)                                        | Річард Сірс (5/7)          |
| 1886 | турнір ще не було створено                     | турнір ще не було створено                          | Вільям Реншоу (6/7)                                        | Річард Сірс (6/7)          |
| 1887 | турнір ще не було створено                     | турнір ще не було створено                          | Герберт Лоуфорд                                            | Річард Сірс (7/7)          |
| 1888 | турнір ще не було створено                     | турнір ще не було створено                          | Ернест Реншоу                                              | Генрі Слоукам (1/2)        |
| 1889 | турнір ще не було створено                     | турнір ще не було створено                          | Вільям Реншоу (7/7)                                        | Генрі Слоукам (2/2)        |
| 1890 | турнір ще не було створено                     | турнір ще не було створено                          | Віллабі Гамільтон                                          | Олівер Кемпбелл (1/3)      |
| 1891 | турнір ще не було створено                     | Г. Бріґґз                                           | Вілфред Бедделі(1/3)                                       | Олівер Кемпбелл (2/3)      |
| 1892 | турнір ще не було створено                     | Жан Шопфер                                          | Вілфред Бедделі (2/3)                                      | Олівер Кемпбелл (3/3)      |
| 1893 | турнір ще не було створено                     | Лоран Рібуле                                        | Джошуа Пім (1/2)                                           | Роберт Ренн (1/4)          |
| 1894 | турнір ще не було створено                     | Жан Шопфер                                          | Джошуа Пім (2/2)                                           | Роберт Ренн (2/4)          |
| 1895 | турнір ще не було створено                     | Андре Вашеро                                        | Вілфред Бедделі (3/4)                                      | Фред Гові                  |
| 1896 | турнір ще не було створено                     | Андре Вашеро                                        | Гарольд Магоні                                             | Роберт Ренн (3/4)          |
| 1897 | турнір ще не було створено                     | Пол Айме                                            | Реджинальд Догерті (1/4)                                   | Роберт Ренн (4/4)          |
| 1898 | турнір ще не було створено                     | Пол Айме                                            | Реджинальд Догерті (2/4)                                   | Малкольм Вітман (1/3)      |
| 1899 | турнір ще не було створено                     | Пол Айме                                            | Реджинальд Догерті (3/4)                                   | Малкольм Вітман (2/3)      |
| 1900 | турнір ще не було створено                     | Пол Айме                                            | Реджинальд Догерті (4/4)                                   | Малкольм Вітман (3/3)      |
| 1901 | турнір ще не було створено                     | Андре Вашеро                                        | Артур Гор (1/3)                                            | Вільям Ларнд (1/7)         |
| 1902 | турнір ще не було створено                     | Мішель Вашеро                                       | Лоренс Догерті (1/6)                                       | Вільям Ларнед (2/7)        |
| 1903 | турнір ще не було створено                     | Макс Декюжі                                         | Лоренс Догерті (2/6)                                       | Лоренс Догерті (3/6)       |
| 1904 | турнір ще не було створено                     | Макс Декюжі                                         | Лоренс Догерті (4/6)                                       | Голкомб Ворд               |
| 1905 | Родні Гіт (1/2)                                | Моріс Жермо                                         | Лоренс Догерті (5/6)                                       | Білс Райт                  |
| 1906 | Ентоні Вілдінґ (1/6)                           | Моріс Жермо                                         | Лоренс Догерті (6/6)                                       | Вільям Клоз'є              |
| 1907 | Горас Райс                                     | Макс Декюжі                                         | Норман Брукс (1/3)                                         | Вільям Ларнед (3/7)        |
| 1908 | Фред Александер                                | Макс Декюжі                                         | Артур Гор (2/3)                                            | Вільям Ларнед (4/7)        |
| 1909 | Ентоні Вілдінґ (2/6)                           | Макс Декюжі                                         | Артур Гор (3/3)                                            | Вільям Ларнед (5/7)        |
| 1910 | Родні Хіт (2/2)                                | Моріс Жермо                                         | Ентоні Вілдінґ (3/6)                                       | Вільям Ларнед (6/7)        |
| 1911 | Норман Брукс (2/3)                             | Андре Гобер                                         | Ентоні Вілдінґ (4/6)                                       | Вільям Ларнед (7/7)        |
| 1912 | Джеймс Паркі                                   | Макс Декюжі                                         | Ентоні Вілдінґ (5/6)                                       | Моріс Мак-Лафлін (1/2)     |
| 1913 | Ерні Паркер                                    | Макс Декюжі                                         | Ентоні Вілдінґ (6/6)                                       | Моріс Мак-Лафлін (2/2)     |
| 1914 | Артур О'Хара Вуд                               | Макс Декюжі                                         | Норман Брукс (3/3)                                         | Річард Вільямс (1/2)       |
| 1915 | Френсіс Лоуе                                   | турнір не проводився через Першу світову війну      | турнір не проводився через Першу світову війну             | Вільям Джонстон (1/3)      |
| 1916 | турнір не проводився через Першу світову війну | турнір не проводився через Першу світову війну      | турнір не проводився через Першу світову війну             | Річард Вільямс (2/2)       |
| 1917 | турнір не проводився через Першу світову війну | турнір не проводився через Першу світову війну      | турнір не проводився через Першу світову війну             | Роберт Ліндлі Маррей (1/2) |
| 1918 | турнір не проводився через Першу світову війну | турнір не проводився через Першу світову війну      | турнір не проводився через Першу світову війну             | Роберт Ліндлі Маррей (2/2) |
| 1919 | Алджернон Кінгскоут                            | турнір не проводився через Першу світову війну      | Джеральд Паттерсон (1/3)                                   | Вільям Джонстон (2/3)      |
| 1920 | Пет О'Хара Вуд (1/2)                           | Андре Гобер                                         | Білл Тілден (1/10)                                         | Білл Тілден (2/10)         |
| 1921 | Ріс Джеммел                                    | Жан Самазо                                          | Білл Тілден (3/10)                                         | Білл Тілден (4/10)         |
| 1922 | Джеймс Андерсон (1/3)                          | Анрі Коше                                           | Джеральд Паттерсон (2/3)                                   | Білл Тілден (5/10)         |
| 1923 | Пет О'Хара Вуд (2/2)                           | Франсуа Бланші                                      | Вільям Джонстон (3/3)                                      | Білл Тілден (6/10)         |
| 1924 | Джеймс Андерсон (2/3)                          | Жан Боротра                                         | Жан Боротра (1/4)                                          | Білл Тілден (7/10)         |
| 1925 | Джеймс Андерсон (3/3)                          | Рене Лакост (1/7) †                                 | Рене Лакост (2/7)                                          | Білл Тілден (8/10)         |
| 1926 | Джон Гокс                                      | Анрі Коше (1/7)                                     | Жан Боротра (2/4)                                          | Рене Лакост (3/7)          |
| 1927 | Джеральд Паттерсон (3/3)†††                    | Рене Лакост (4/7)                                   | Анрі Коше (2/7)                                            | Рене Лакост (5/7)          |
| 1928 | Жан Боротра (3/4)                              | Анрі Коше (3/7)                                     | Рене Лакост (6/7)                                          | Анрі Коше (4/7)            |
| 1929 | Джон Грегорі                                   | Рене Лакост (7/7)                                   | Анрі Коше (5/7)                                            | Білл Тілден (9/10)         |
| 1930 | Едгар Мун                                      | Анрі Коше (6/7)                                     | Білл Тілден (10/10)                                        | Джон Доуг                  |
| 1931 | Джек Кроуфорд (1/6)                            | Жан Боротра (4/4)                                   | Сідні Вуд                                                  | Еллсворт Вайнс (1/3)       |
| 1932 | Джек Кроуфорд (2/6)                            | Анрі Коше (7/7)                                     | Еллсворт Вайнс (2/3)                                       | Еллсворт Вайнс (3/3)       |
| 1933 | Джек Кроуфорд (3/6)                            | Джек Кроуфорд (4/6)                                 | Джек Кроуфорд (5/6)                                        | Фред Перрі (1/8)           |
| 1934 | Фред Перрі (2/8)                               | Готтфрід фон Крамм (1/2)                            | Фред Перрі (3/8)                                           | Фред Перрі (4/8)           |
| 1935 | Джек Кроуфорд (6/6)                            | Фред Перрі (5/8)                                    | Фред Перрі (6/8)                                           | Вілмер Еллісон             |
| 1936 | Адріан Квіст (1/3)                             | Готтфрід фон Крамм (2/2)                            | Фред Перрі (7/8)                                           | Фред Перрі (8/8)           |
| 1937 | Вівіан Макграт                                 | Гннер Генкель                                       | Дон Бадж (1/6)                                             | Дон Бадж (2/6)             |
| 1938 | Дон Бадж (3/6)                                 | Дон Бадж (4/6)                                      | Дон Бадж (5/6)                                             | Дон Бадж (6/6)             |
| 1939 | Джон Бромвіч (1/2)                             | Дон Макнейл (1/2)                                   | Боббі Ріґґз (1/3)                                          | Боббі Ріґґз (2/3)          |
| 1940 | Адріан Квіст (2/3)                             | турнір не проводився через Другу світову війну      | турнір не проводився через Другу світову війну             | Дон Макнейл (2/2)          |
| 1941 | турнір не проводився через Другу світову війну | турнір під німецькою окупацією не визнаний офіційно | турнір не проводився через Другу світову війну             | Боббі Ріґґз (3/3)          |
| 1942 | турнір не проводився через Другу світову війну | турнір під німецькою окупацією не визнаний офіційно | турнір не проводився через Другу світову війну             | Тед Шредер (1/2)           |
| 1943 | турнір не проводився через Другу світову війну | турнір під німецькою окупацією не визнаний офіційно | турнір не проводився через Другу світову війну             | Джозеф Гант                |
| 1944 | турнір не проводився через Другу світову війну | турнір під німецькою окупацією не визнаний офіційно | турнір не проводився через Другу світову війну             | Френк Паркер (1/4)         |
| 1945 | турнір не проводився через Другу світову війну | Турнір Франції не визнаний офіційно                 | турнір не проводився через Другу світову війну             | Френк Паркер (2/4)         |
| 1946 | Джон Бромвіч (2/2)                             | Марсель Бернар                                      | Ївон Петра                                                 | Джек Крамер (1/3)          |
| 1947 | Дінні Пейлс                                    | Йозеф Асбот                                         | Джек Крамер (2/3)                                          | Джек Крамер (3/3)          |
| 1948 | Адріан Квіст (3/3)                             | Френк Паркер (3/4)                                  | Боб Фалькенбург                                            | Панчо Гонсалес (1/2)       |
| 1949 | Френк Седжмен (1/5)                            | Френк Паркер (4/4)                                  | Тед Шредер (2/2)                                           | Панчо Гонсалес (2/2)       |
| 1950 | Френк Седжмен (2/5)                            | Бадж Патті (1/2)                                    | Бадж Патті (2/2)                                           | Артур Ларсен               |
| 1951 | Річард Севітт (1/2)                            | Ярослав Дробний (1/3)                               | Річард Севітт (2/2)                                        | Френк Седжмен (3/5)        |
| 1952 | Кен Мак-Грегор                                 | Ярослав Дробний (2/3)                               | Френк Седжмен (4/5)                                        | Френк Седжмен (5/5)        |
| 1953 | Кен Роузволл (1/8)                             | Кен Роузволл (2/8)                                  | Вік Сейсас (1/2)                                           | Тоні Траберт (1/5)         |
| 1954 | Мервін Роуз (1/2)                              | Тоні Траберт (2/5)                                  | Ярослав Дробний (3/3)                                      | Вік Сейсас (2/2)           |
| 1955 | Кен Роузволл (3/8)                             | Тоні Траберт (3/5)                                  | Тоні Траберт (4/5)                                         | Тоні Траберт (5/5)         |
| 1956 | Лью Гоуд (1/4)                                 | Лью Гоуд (2/4)                                      | Лью Гоуд (3/4)                                             | Кен Роузволл (4/8)         |
| 1957 | Ешлі Купер (1/4)                               | Свен Давідсон                                       | Лью Гоуд (4/4)                                             | Малкольм Андерсон          |
| 1958 | Ешлі Купер (2/4)                               | Мервін Роуз (2/2)                                   | Ешлі Купер (3/4)                                           | Ешлі Купер (4/4)           |
| 1959 | Алекс Олмедо (1/2)                             | Нікола П'єтранджелі (1/2)                           | Алекс Олмедо (2/2)                                         | Ніл Фрейзер (1/3)          |
| 1960 | Род Лейвер (1/11)                              | Нікола П'єтранджелі (2/2)                           | Ніл Фрейзер (2/3)                                          | Ніл Фрейзер (3/3)          |
| 1961 | Рой Емерсон (1/12)                             | Мануель Сантана (1/4)                               | Род Лейвер (2/11)                                          | Рой Емерсон (2/12)         |
| 1962 | Род Лейвер (3/11)                              | Род Лейвер (4/11)                                   | Род Лейвер (5/11)                                          | Род Лейвер (6/11)          |
| 1963 | Рой Емерсон (3/12)                             | Рой Емерсон (4/12)                                  | Чак Маккінлі                                               | Рафаель Осуна              |
| 1964 | Рой Емерсон (5/12)                             | Мануель Сантана (2/4)                               | Рой Емерсон (6/12)                                         | Рой Емерсон (7/12)         |
| 1965 | Рой Емерсон (8/12)                             | Фред Столл (1/2)                                    | Рой Емерсон (9/12)                                         | Мануель Сантана (3/4)      |
| 1966 | Рой Емерсон (10/12)                            | Тоні Рош                                            | Мануель Сантана (4/4)                                      | Фред Столл (2/2)           |
| 1967 | Рой Емерсон (11/12)                            | Рой Емерсон (12/12)                                 | Джон Ньюкомб (1/7)                                         | Джон Ньюкомб (2/7)         |
| 1968 | Вільям Боурі Кінець Аматорської ери            | Початок Відкритої ери Кен Роузволл (5/8)            | Род Лейвер (7/11)                                          | Артур Еш (1/3)             |
| 1969 | Род Лейвер (8/11)                              | Род Лейвер (9/11)                                   | Род Лейвер (10/11)                                         | Род Лейвер (11/11)         |
| 1970 | Артур Еш (2/3)                                 | Ян Кодеш (1/3)                                      | Джон Ньюкомб (3/7)                                         | Кен Роузволл (6/8)         |
| 1971 | Кен Роузволл (7/8)                             | Ян Кодеш (2/3)                                      | Джон Ньюкомб (4/7)                                         | Стен Сміт (1/2)            |
| 1972 | Кен Роузволл (8/8)                             | Андрес Хімено                                       | Стен Сміт (2/2)                                            | Іліє Настасе (1/2)         |
| 1973 | Джон Ньюкомб (5/7)                             | Іліє Настасе (2/2)                                  | Ян Кодеш (3/3)                                             | Джон Ньюкомб (6/7)         |
| 1974 | Джиммі Коннорс (1/8)                           | Бйорн Борг (1/11)                                   | Джиммі Коннорс (2/8)                                       | Джиммі Коннорс (3/8)       |
| 1975 | Джон Ньюкомб (7/7)                             | Бйорн Борг (2/11)                                   | Артур Еш (3/3)                                             | Мануель Орантес            |
| 1976 | Марк Едмондсон                                 | Адріано Панатта                                     | Бйорн Борг (3/11)                                          | Джиммі Коннорс (4/8)       |
| 1977 | Роско Теннер (Січ) Вітас Ґерулайтіс (Гру)      | Гільєрмо Вілас (1/4)                                | Бйорн Борг (4/11)                                          | Гільєрмо Вілас (2/4)       |
| 1978 | Гільєрмо Вілас (3/4)††                         | Бйорн Борг (5/11)                                   | Бйорн Борг (6/11)                                          | Джиммі Коннорс (5/8)       |
| 1979 | Гілєрмо Вілас (4/4)††                          | Бйорн Борг (7/11)                                   | Бйорн Борг (8/11)                                          | Джон Макінрой (1/7)        |
| 1980 | Браян Тічер ††                                 | Бйорн Борг (9/11)                                   | Бйорн Борг (10/11)                                         | Джон Макінрой (2/7)        |
| 1981 | Йохан Крік (1/2)††                             | Бйорн Борг (11/11)                                  | Джон Макінрой (3/7)                                        | Джон Макінрой (4/7)        |
| 1982 | Йохан Крік (2/2)††                             | Матс Віландер (1/7)                                 | Джиммі Коннорс (6/8)                                       | Джиммі Коннорс (7/8)       |
| 1983 | Матс Віландер (2/7)††                          | Яннік Ноа                                           | Джон Макінрой (5/7)                                        | Джиммі Коннорс (8/8)       |
| 1984 | Матс Віландер (3/7)††                          | Іван Лендл (1/8)                                    | Джон Макінрой (6/7)                                        | Джон Макінрой (7/7)        |
| 1985 | Стефан Едберг (1/6)††                          | Матс Віландер (4/7)                                 | Борис Бекер (1/6)                                          | Іван Лендл (2/8)           |
| 1986 | турнір ще не було створено                     | Іван Лендл (3/8)                                    | Борис Беккер (2/6)                                         | Іван Лендл (4/8)           |
| 1987 | Стефан Едберг (2/6)                            | Іван Лендл (5/8)                                    | Пет Кеш                                                    | Іван Лендл (6/8)           |
| 1988 | Матс Віландер (5/7)                            | Матс Віландер (6/7)                                 | Стефан Едберг (3/6)                                        | Матс Віландер (7/7)        |
| 1989 | Іван Лендл (7/8)                               | Майкл Чанг                                          | Борис Беккер (3/6)                                         | Борис Беккер (4/6)         |
| 1990 | Іван Лендл (8/8)                               | Андрес Гомес                                        | Стефан Едберг (4/6)                                        | Піт Сампрас (1/14)         |
| 1991 | Борис Беккер (5/6)                             | Джим Кур'є (1/4)                                    | Міхаель Штіх                                               | Стефан Едберг (5/6)        |
| 1992 | Джим Кур'є (2/4)                               | Джим Кур'є (3/4)                                    | Андре Агассі (1/8)                                         | Стефан Едберг (6/6)        |
| 1993 | Джим Кур'є (4/4)                               | Серхі Бругера (1/2)                                 | Піт Сампрас (2/14)                                         | Піт Сампрас (3/14)         |
| 1994 | Піт Сампрас (4/14)                             | Серхі Бругера (2/2)                                 | Піт Сампрас (5/14)                                         | Андре Агассі (2/8)         |
| 1995 | Андре Агассі (3/8)                             | Томас Мустер                                        | Піт Сампрас (6/14)                                         | Піт Сампрас (7/14)         |
| 1996 | Борис Беккер (6/6)                             | Євген Кафельников (1/2)                             | Ріхард Крайчек                                             | Піт Сампрас (8/14)         |
| 1997 | Піт Сампрас (9/14)                             | Густаво Куертен (1/3)                               | Піт Сампрас (10/14)                                        | Патрік Рафтер (1/2)        |
| 1998 | Петр Корда                                     | Карлос Моя                                          | Піт Сампрас (11/14)                                        | Патрік Рафтер (2/2)        |
| 1999 | Євген Кафельников (2/2)                        | Андре Агассі (4/8)                                  | Піт Сампрас (12/14)                                        | Андре Агассі (5/8)         |
| 2000 | Андре Агассі (6/8)                             | Густаво Куертен (2/3)                               | Піт Сампрас (13/14)                                        | Марат Сафін (1/2)          |
| 2001 | Андре Агассі (7/8)                             | Густаво Куертен (3/3)                               | Горан Іванишевич                                           | Ллейтон Г'юїтт (1/2)       |
| 2002 | Томас Йохансон                                 | Альберт Коста                                       | Ллейтон Г'юїтт (2/2)                                       | Піт Сампрас (14/14)        |
| 2003 | Андре Агассі (8/8)                             | Хуан Карлос Ферреро                                 | Роджер Федерер (1/20)                                      | Енді Роддік                |
| 2004 | Роджер Федерер (2/20)                          | Гастон Гаудіо                                       | Роджер Федерер (3/20)                                      | Роджер Федерер (4/20)      |
| 2005 | Марат Сафін (2/2)                              | Рафаель Надаль (1/22)                               | Роджер Федерер (5/20)                                      | Роджер Федерер (6/20)      |
| 2006 | Роджер Федерер (7/20)                          | Рафаель Надаль (2/22)                               | Роджер Федерер (8/20)                                      | Роджер Федерер (9/20)      |
| 2007 | Роджер Федерер (10/20)                         | Рафаель Надаль (3/22)                               | Роджер Федерер (11/20)                                     | Роджер Федерер (12/20)     |
| 2008 | Новак Джокович (1/24)                          | Рафаель Надаль (4/22)                               | Рафаель Надаль (5/22)                                      | Роджер Федерер (13/20)     |
| 2009 | Рафаель Надаль (6/22)                          | Роджер Федерер (14/20)                              | Роджер Федерер (15/20)                                     | Хуан Мартін дель Потро     |
| 2010 | Роджер Федерер (16/20)                         | Рафаель Надаль (7/22)                               | Рафаель Надаль (8/22)                                      | Рафаель Надаль (9/22)      |
| 2011 | Новак Джокович (2/24)                          | Рафаель Надаль (10/22)                              | Новак Джокович (3/24)                                      | Новак Джокович (4/24)      |
| 2012 | Новак Джокович (5/24)                          | Рафаель Надаль (11/22)                              | Роджер Федерер (17/20)                                     | Енді Маррей (1/3)          |
| 2013 | Новак Джокович (6/24)                          | Рафаель Надаль (12/22)                              | Енді Маррей (2/3)                                          | Рафаель Надаль (13/22)     |
| 2014 | Стен Вавринка (1/3)                            | Рафаель Надаль (14/22)                              | Новак Джокович (7/24)                                      | Марин Чилич                |
| 2015 | Новак Джокович (8/24)                          | Стен Вавринка (2/3)                                 | Новак Джокович (9/24)                                      | Новак Джокович (10/24)     |
| 2016 | Новак Джокович (11/24)                         | Новак Джокович (12/24)                              | Енді Маррей (3/3)                                          | Стен Вавринка (3/3)        |
| 2017 | Роджер Федерер (18/20)                         | Рафаель Надаль (15/22)                              | Роджер Федерер (19/20)                                     | Рафаель Надаль (16/22)     |
| 2018 | Роджер Федерер (20/20)                         | Рафаель Надаль (17/22)                              | Новак Джокович (13/24)                                     | Новак Джокович (14/24)     |
| 2019 | Новак Джокович (15/24)                         | Рафаель Надаль (18/22)                              | Новак Джокович (16/24)                                     | Рафаель Надаль (19/22)     |
| 2020 | Новак Джокович (17/24)                         | Рафаель Надаль (20/22)                              | турнір не проводився через пандемію коронавірусної хвороби | Домінік Тім                |
| 2021 | Новак Джокович (18/24)                         | Новак Джокович (19/24)                              | Новак Джокович (20/24)                                     | Данило Медведєв            |
| 2022 | Рафаель Надаль (21/22)                         | Рафаель Надаль (22/22)                              | Новак Джокович (21/24)                                     | Карлос Алькарас (1/5)      |
| 2023 | Новак Джокович (22/24)                         | Новак Джокович (23/24)                              | Карлос Алькарас (2/5)                                      | Новак Джокович (24/24)     |
| 2024 | Яннік Сіннер (1/4)                             | Карлос Алькарас (3/5)                               | Карлос Алькарас (4/5)                                      | Яннік Сіннер (2/4)         |
| 2025 | Яннік Сіннер (3/4)                             | Карлос Алькарас (5/5)                               | Яннік Сіннер (4/4)                                         |                            |

| Легенда                                                                                           |
| ------------------------------------------------------------------------------------------------- |
| Гравець виграв усі 4 Турніри Великого шлема в цьому році                                          |
| Гравець виграв 3 Турніри Великого шлема в цьому році                                              |
| Гравець виграв 2 Турніри Великого шлема в цьому році                                              |
| † Чемпіонат Франції став відкритим для іноземців. З того часу його прийнято вважати одним із ТВШ. |
| †† Australian Open проходив у грудні                                                              |
| ††† Перейменовано з Australasian Championships на Australian Championships                        |

1. ↑  Йохан Крік в 1982 став громадянином США і виграв Відкритий чемпіонат Австралії 1982 року як американський гравець.

## Статистика

### Титули на ТВШ за декадами
Новак Джокович і Рафаель Надаль — єдині тенісисти, які перемагали на ТВШ у трьох різних декадах: у 2000-их, 2010-их та 2020-их.
| 9 | Тілден |

| 7 | Лакост |

| 5 | Коше |

| 3 | Андерсон, Боротра |

| 2 | Паттерсон, Вуд                  |
| 1 | Геммел, Грегорі, Гокс, Джонстон |

| 8 | Перрі |

| 6 | Бадж, Кроуфорд |

| 3 | Вайнс |

| 2 | Коше, фон Крамм, Ріггз |

| 1 | Еллісон, Боротра, Бромвіч, Доуг, Хенкель, Макграт, Макніл, Мун, Квіст, Тілден, Вуд |

| 4 | Паркер |

| 3 | Крамер |

| 2 | Гонсалес, Квіст, Шредер |

| 1 | Есбот, Бернар, Бромвіч, Фалкенбург, Хант, Макніл, Пейлс, Петра, Ріггс, Седжмен |

| 5 | Траберт |

| 4 | Купер, Гоуд, Розвел, Седжмен |

| 3 | Дробний |

| 2 | Олмедо, Петті, Роуз, Сейвітт, Сейсіс |

| 1 | Андерсон, Давідсон, Фрейзер, Ларсен, Макгреог, Пьєтранжелі |

| 12 | Емерсон |

| 11 | Лейвер |

| 4 | Сантана |

| 2 | Фрейзер, Ньюкомб, Пьєтренжелі |

| 1 | Еш, Боурі, Маккінлі, Осуна, Роше, Розвел, Столл |

| 8 | Борг |

| 5 | Ньюкомб, Коннорс |

| 4 | Вілас |

| 3 | Розвел, Коудс |

| 2 | Сміт, Настасе, Еш |

| 1 | Едмондсон, Герулайтіс, Хімено, Орантес, Панатта, Таннер |

| 7 | Лендл, Віландер |

| 6 | Макінрой |

| 4 | Беккер |

| 3 | Борг, Коннорс, Едберг |

| 2 | Крік |

| 1 | Кеш, Чанг, Ноа, Тічер |

| 12 | Сампрас |

| 5 | Агассі |

| 4 | Кур'є |

| 3 | Едберг |

| 2 | Беккер, Бругера, Кафельников, Рафтер |

| 1 | Гомес, Корда, Крайчек, Куертен, Лендл, Мойя, Мустер, Штіх |

| 15 | Федерер |

| 6 | Надаль |

| 3 | Агассі |

| 2 | Г'юїтт, Сафін, Сампрас, Куертен |

| 1 | Коста, Джокович, Ферреро, Гаудіо, Іванішевич, Йохансон, дель Потро, Роддік |

| 15 | Джокович |

| 13 | Надаль |

| 5 | Федерер |

| 3 | Маррей, Вавринка |

| 1 | Чилич |

| 8 | Джокович |

| 5 | Алькарас |

| 4 | Сіннер |

| 3 | Надаль |

| 1 | Тім, Медведєв |

### Найбільше титулів на ТВШ
Весь час
| Турнір          | К-ть перемог | Гравці                                  |
| --------------- | ------------ | --------------------------------------- |
| Australian Open | 10           | Новак Джокович                          |
| Ролан Гаррос    | 14           | Рафаель Надаль                          |
| Вімблдон        | 8            | Роджер Федерер                          |
| US Open         | 7            | Річард Сірс, Вільям Лернед, Білл Тілден |

Відкрита ера
| Турнір          | К-ть перемог | Гравці                                      |
| --------------- | ------------ | ------------------------------------------- |
| Australian Open | 10           | Новак Джокович                              |
| Ролан Гаррос    | 14           | Рафаель Надаль                              |
| Вімблдон        | 8            | Роджер Федерер                              |
| US Open         | 5            | Джиммі Коннорс, Піт Сампрас, Роджер Федерер |

Зауваження: жирним виділено гравців, які продовжують виступи.

### Найбільше років підряд з виграшем щонайменше одного ТВШ
| Років | Проміжок  | Гравець        |
| ----- | --------- | -------------- |
| 10    | 2005-2014 | Рафаель Надаль |
| 8     | 1974-1981 | Бйорн Борг     |
| 8     | 1993-2000 | Піт Сампрас    |
| 8     | 2003-2010 | Роджер Федерер |

### Найбільше титулів ТВШ (від 5)
| Місце | Гравець         | Всього | Australian Open | Ролан Гаррос | Вімблдон | US Open |
| ----- | --------------- | ------ | --------------- | ------------ | -------- | ------- |
| 1     | Новак Джокович  | 24     | 10              | 3            | 7        | 4       |
| 2     | Рафаель Надаль  | 22     | 2               | 14           | 2        | 4       |
| 3     | Роджер Федерер  | 20     | 6               | 1            | 8        | 5       |
| 4     | Піт Сампрас     | 14     | 2               | 0            | 7        | 5       |
| 5     | Рой Емерсон     | 12     | 6               | 2            | 2        | 2       |
| 6     | Бйорн Борг      | 11     | 0               | 6            | 5        | 0       |
| =     | Род Лейвер      | 11     | 3               | 2            | 4        | 2       |
| 8     | Білл Тілден     | 10     | 0               | 0            | 3        | 7       |
| 9     | Кен Роузволл    | 8      | 4               | 2            | 0        | 2       |
| =     | Фред Перрі      | 8      | 1               | 1            | 3        | 3       |
| =     | Джиммі Коннорс  | 8      | 1               | 0            | 2        | 5       |
| =     | Іван Лендл      | 8      | 2               | 3            | 0        | 3       |
| =     | Андре Агассі    | 8      | 4               | 1            | 1        | 2       |
| 14    | Джон Ньюкомб    | 7      | 2               | 0            | 3        | 2       |
| =     | Джон Макінрой   | 7      | 0               | 0            | 3        | 4       |
| =     | Матс Віландер   | 7      | 3               | 3            | 0        | 1       |
| =     | Анрі Коше       | 7      | 0               | 4            | 2        | 1       |
| =     | Вільям Лернед   | 7      | 0               | 0            | 0        | 7       |
| =     | Рене Лакост     | 7      | 0               | 3            | 2        | 2       |
| =     | Вільям Реншоу   | 7      | 0               | 0            | 7        | 0       |
| =     | Річард Сірс     | 7      | 0               | 0            | 0        | 7       |
| 22    | Борис Бекер     | 6      | 2               | 0            | 3        | 1       |
| =     | Стефан Едберг   | 6      | 2               | 0            | 2        | 2       |
| =     | Дон Бадж        | 6      | 1               | 1            | 2        | 2       |
| =     | Джек Кроуфорд   | 6      | 4               | 1            | 1        | 0       |
| =     | Ентоні Вілдінґ  | 6      | 2               | 0            | 4        | 0       |
| =     | Лоренс Догерті  | 6      | 0               | 0            | 5        | 1       |
| 28    | Тоні Траберт    | 5      | 0               | 2            | 1        | 2       |
| =     | Френк Седжмен   | 5      | 2               | 0            | 1        | 2       |
| =     | Карлос Алькарас | 5      | 0               | 2            | 2        | 1       |

### Кількість титулів ТВШ за країнами (Відкрита Ера)
| 52 | США |

| 34 | Іспанія |

| 25 | Швеція |

| 24 | Сербія |

| 23 | Швейцарія |

| 20 | Австралія |

| 12 | Чехословаччина (один — як Чехія) |

| 7 | Німеччина (у т.ч. — ФРН) |

| 6 | Аргентина |

| 5 | Італія |

| 5 | Росія |

| 3 | Бразилія, Велика Британія |

| 2 | Румунія Хорватія, Австрія |

| 1 | Франція, Еквадор, Нідерланди, ПАР |

### Володарі Кар'єрного Великого шлема
(Дата вказує рік, коли гравець вперше виграв цей турнір. Жирним виділено турнір, який гравець виграв останнім. Вік гравця вказано на момент виграшу ним останнього ТВШ.)
| Гравець            | Australian Open | Ролан Гаррос | Вімблдон | US Open | Вік                          |
| ------------------ | --------------- | ------------ | -------- | ------- | ---------------------------- |
| Фред Перрі         | 1934            | 1935         | 1934     | 1933    | 26 років, 15 днів            |
| Дон Бадж           | 1938            | 1938         | 1937     | 1937    | 22 роки, 357 днів            |
| Род Лейвер         | 1960            | 1962         | 1961     | 1962    | 24 роки, 32 дні              |
| Рой Емерсон        | 1961            | 1963         | 1964     | 1961    | 27 років, 244 дні            |
| Андре Агассі       | 1995            | 1999         | 1992     | 1994    | 29 років, 38 днів            |
| Роджер Федерер     | 2004            | 2009         | 2003     | 2004    | 27 років, 203 дні            |
| Рафаель Надаль     | 2009            | 2005         | 2008     | 2010    | 24 роки, 101 день            |
| Новак Джокович     | 2008            | 2016         | 2011     | 2011    | 29 років, 14 днів            |
| Новак Джокович (2) | 2011            | 2021         | 2014     | 2015    | 34 роки, 22 дні              |
| Рафаель Надаль (2) | 2022            | 2006         | 2010     | 2013    | 35 років, 7 місяців, 27 днів |
| Новак Джокович (3) | 2012            | 2023         | 2015     | 2018    | 36 років, 20 днів            |

### Гравці, які виграли три ТВШ протягом одного року
| - Австралія—Франція—Вімблдон: - 1933 Кроуфорд - 1956 Гоуд - 2021 Джокович | - Австралія—Франція—США: - 1988 Віландер - 2023 Джокович | - Австралія—Вімблдон—США: - 1934 Перрі - 1958 Купер - 1964 Емерсон - 1974 Коннорс - 2004 Федерер (1) - 2006 Федерер (2) - 2007 Федерер (3) - 2011 Джокович - 2015 Джокович (2) | - Франція—Вімблдон—США: - 1955 Траберт - 2010 Надаль |

### Гравці, які виграли два ТВШ протягом одного року
| - Австралія—Франція: - 1953 Розвел - 1963 Емерсон (1) - 1967 Емерсон (2) - 1992 Кур'є - 2016 Джокович - 2022 Надаль | - Австралія—Вімблдон: - 1951 Сейвітт - 1959 Олмедо - 1965 Емерсон - 1994 Сампрас (1) - 1997 Сампрас (2) - 2017 Федерер - 2017 Джокович - 2019 Джокович (3) - 2025 Сіннер | - Австралія—США: - 1961 Емерсон - 1973 Ньюкомб - 2024 Сіннер |

| - Франція—Вімблдон: - 1925 Лакост - 1935 Перрі - 1950 Петті - 1978 Борг (1) - 1979 Борг (2) - 1980 Борг (3) - 2008 Надаль - 2009 Федерер - 2024 Алькарас | - Франція—США: - 1927 Лакост - 1928 Коше - 1977 Вілас - 1986 Лендл (1) - 1987 Лендл (2) - 1999 Агассі - 2013 Надаль (1) - 2017 Надаль (2) - 2019 Надаль (3) | - Вімблдон—США: - 1903 Догерті - 1920 Тілден (1) - 1921 Тілден (2) - 1932 Вайнс - 1936 Перрі - 1937 Бадж - 1939 Ріггз - 1947 Крамер - 1952 Седжмен - 1960 Фрейзер - 1967 Ньюкомб - 1981 Макінрой (1) - 1982 Коннорс - 1984 Макінрой (2) - 1989 Беккер - 1993 Сампрас (1) - 1995 Сампрас (2) - 2005 Федерер - 2018 Джокович |

### Найбільше титулів на ТВШ підряд
| Титулів | Гравець        | Рік                       |
| ------- | -------------- | ------------------------- |
| 6       | Дон Бадж       | 1937-38                   |
| 4       | Род Лейвер     | 1962 і 1969               |
| 4       | Новак Джокович | 2015-16                   |
| 3       | Джек Кроуфорд  | 1933                      |
| 3       | Тоні Траберт   | 1955                      |
| 3       | Лью Гоуд       | 1956                      |
| 3       | Рой Емерсон    | 1964-65                   |
| 3       | Піт Сампрас    | 1993-94                   |
| 3       | Роджер Федерер | 2005-06 і 2006-07         |
| 3       | Рафаель Надаль | 2010                      |
| 3       | Новак Джокович | 2011-12, 2018-2019 і 2021 |

### Гравці, які мають 5 чи більше титулів на одному ТВШ
| Титулів | Гравець        | Турнір                   |
| ------- | -------------- | ------------------------ |
| 13      | Рафаель Надаль | French Open              |
| 10      | Новак Джокович | Australian Open          |
| 8       | Роджер Федерер | Wimbledon                |
| 7       | Вільям Реншоу  | Wimbledon Championships  |
| 7       | Річард Сірс    | U.S. Championships       |
| 7       | Вільям Лернед  | U.S. Championships       |
| 7       | Білл Тілден    | U.S. Championships       |
| 7       | Піт Сампрас    | Wimbledon                |
| 7       | Новак Джокович | Вімблдон                 |
| 6       | Рой Емерсон    | Australian Championships |
| 6       | Бйорн Борг     | French Open              |
| 6       | Роджер Федерер | Australian Open          |
| 5       | Лоренс Догерті | Wimbledon                |
| 5       | Бйорн Борг     | Wimbledon                |
| 5       | Джиммі Коннорс | US Open                  |
| 5       | Піт Сампрас    | US Open                  |
| 5       | Роджер Федерер | US Open                  |

| Титулів | Гравець        | Турнір          |
| ------- | -------------- | --------------- |
| 13      | Рафаель Надаль | French Open     |
| 10      | Новак Джокович | Australian Open |
| 8       | Роджер Федерер | Wimbledon       |
| 7       | Піт Сампрас    | Вімблдон        |
| 7       | Новак Джокович | Вімблдон        |
| 6       | Бйорн Борг     | Ролан Гаррос    |
| 6       | Роджер Федерер | Australian Open |
| 5       | Бйорн Борг     | Вімблдон        |
| 5       | Джиммі Коннорс | US Open         |
| 5       | Піт Сампрас    | US Open         |
| 5       | Роджер Федерер | US Open         |